# Austrolimnophila (Phragmocrypta) fulani
Austrolimnophila (Phragmocrypta) fulani is een tweevleugelige uit de familie steltmuggen (Limoniidae). De soort komt voor in het Afrotropisch gebied.